# Anaka shashidhari
Anaka shashidhari är en insektsart som beskrevs av Irena Dworakowska 1993. Anaka shashidhari ingår i släktet Anaka och familjen dvärgstritar. Inga underarter finns listade i Catalogue of Life.